# Allan Jefferies
Allan Jefferies (Shipley (West Yorkshire), 1905 – 1978) was een Brits ondernemer en motorcoureur. Hij was de zoon van Joseph Jefferies, de vader van de coureurs Tony Jefferies en Nick Jefferies en de grootvader van Tony's zoon David Jefferies. Hij was vooral bekend als trial- en betrouwbaarheidsrittenrijder, maar hij nam ook deel aan clubmanraces. Hij was een van de grondleggers van de Scott-trial. 

## Familiebedrijf
Allan's vader Joseph Jefferies was lijstenmaker. Toen de eerste Britse auto's en motorfietsen verschenen ontsproot het idee om zijn bedrijf om te bouwen tot een dealerschap. Dat deed hij in 1901, de Ross Motor and Cycle Company. Het bedrijf werd gestart in een oude tramremise naast het Ross Hotel in Shipley. In 1917 verhuisde het bedrijf naar Saltaire Road in Shipley en werd het hernoemd naar Josephs zoon Allan Jefferies, die uiteindelijk ook bedrijfsleider werd. In de loop der jaren werd het bedrijf dealer van Lambretta, Hillman, Commer, Bond, Reliant, Triumph, BSA, Honda, Yamaha, Norton en Greeves. In 1971 werd het bedrijf Allan Jefferies, inmiddels onder leiding van zoon Tony, dealer voor BMW Motorrad. In 2000 droeg Tony Jefferies het bedrijf over aan zijn dochter Louise.

## Motorsportcarrière
In de jaren dertig nam Allan deel aan terreinwedstrijden, zoals motorcrosses, trials en betrouwbaarheidsritten, met name de Scottish Six Days Trial en de International Six Days Trial. De Bradford & DMC (Bradford & District Motorcycle Club) stelde in 1939 een trophee in, de "Allan Jefferies Rose Bowl" met de inscriptie To commemorate the many successes of a Yorkshire Motor Cyclist including the British Experts Trial 1938, the Scottish Six Day Trial 1939, and International Six Day trial 1934 to 39.
In 1933 startte Allan voor het eerst op het Eiland Man. Met Scott startte hij in de Senior (500 cc) Race van de Manx Grand Prix. Hij zou pas na de Tweede Wereldoorlog op Man terugkeren. Hij finishte als tweede in de Clubmans Senior TT van 1947. In dat jaar maakte hij ook deel uit van het Britse B-team dat tijdens de Motocross des Nations van 1947 op het landgoed Duinrell in Wassenaar de tweede plaats behaalde, achter het Britse A-team. In dat jaar organiseerde de Bradford & DMC haar eerste Allan Jefferies Trophy Trial, die door de oorlog en de benzinerantsoenering niet eerder plaats kon vinden. Allan startte in de Clubmans Senior TT van 1948 met een Triumph Tiger 100, maar haalde de finish niet. In de Clubmans Senior TT van 1949 werd hij met zijn Triumph tweede achter Geoff Duke, die nog aan het begin van zijn grote carrière stond. 
Allan Jefferies overleed in 1978.

### Clubmans TT
Hoewel Allan's racecarrière met twee tweede plaatsen op het eiland Man misschien belangrijk lijkt, is dat niet zo. De Clubmans TT stond open voor liefhebbers, de clubmanracers die niet beschikten over echte racemotoren, maar over sportmotoren, die weliswaar sneller waren dan toermotorfietsen, maar toch gewoon voorzien waren van een kenteken, verlichting, bagagedrager enz. Vooral na de Tweede Wereldoorlog, toen een groot aantal kleine Britse vliegvelden ongebruikt bleven, werden daar heel vaak wedstrijden voor deze liefhebbers georganiseerd. Intussen werden op het eiland Man twee grote wedstrijden georganiseerd: in het voorjaar de Isle of Man TT voor echt goede coureurs en in het najaar de Manx Grand Prix voor coureurs die dat graag wilden worden. Kort gezegd: goed presteren in de Manx Grand Prix was nodig voor een startplaats in de TT van Man. Toen veel liefhebbers (clubmanracers) zich inschreven voor de Manx Grand Prix wilde men graag een soort kwalificatieraces organiseren om het kaf van het koren te scheiden. Daarvoor zouden echter opnieuw de openbare wegen op Man afgesloten moeten worden. Dat gebeurde al 2 x twee weken voor de andere wedstrijden. Daarom werden de Clubmans TT tijdens de raceweken van de Isle of Man TT georganiseerd. 